# Pianceri
Pianceri è una frazione del comune di Pray situata a 520 m s.l.m.. Prima di essere aggregata a Pray il paese fu capoluogo di un comune autonomo del Biellese orientale.

## Toponimo
Il comune veniva un tempo denominato Planum ad Cerreta.

## Storia

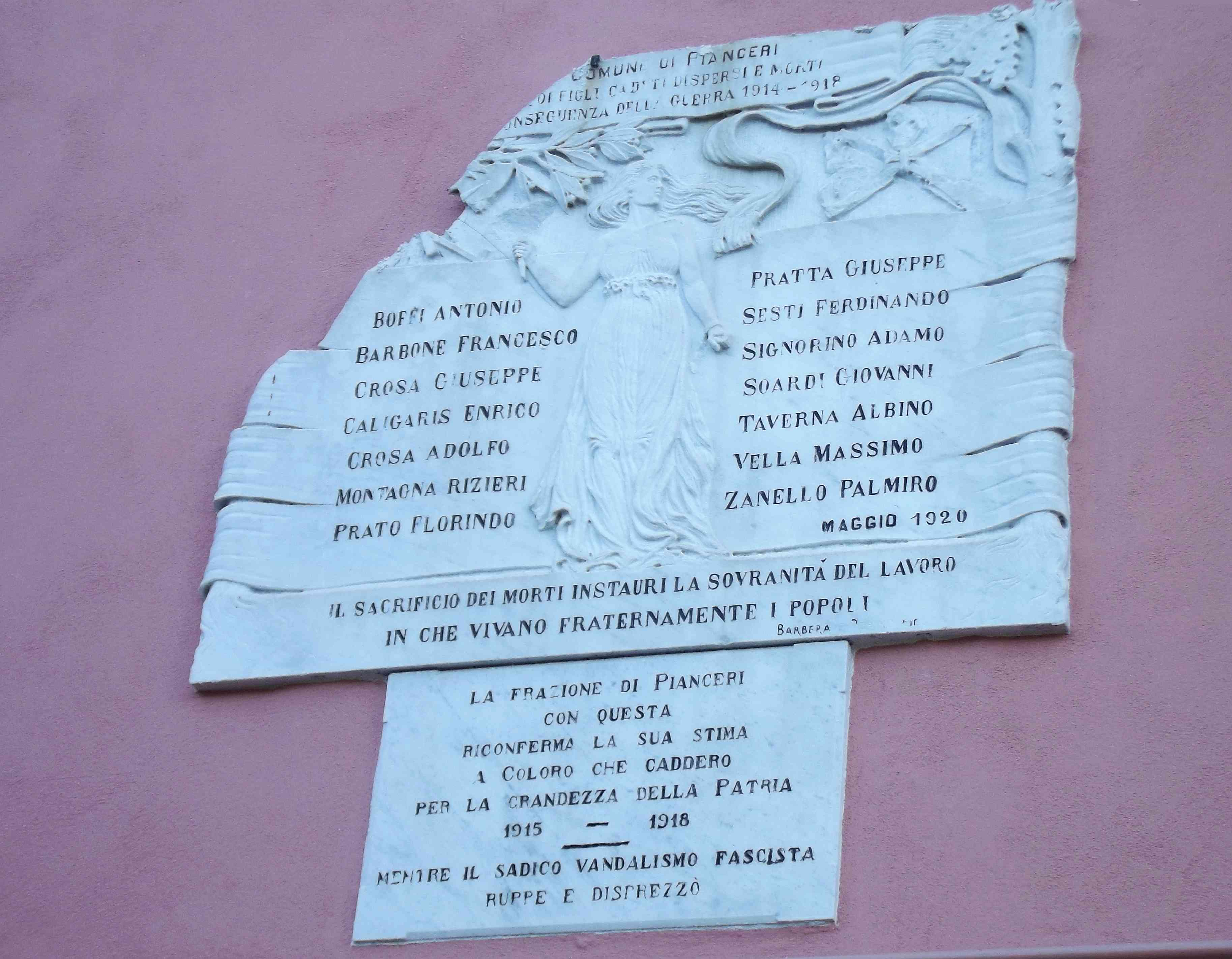
La lapide in ricordo dei caduti sull'ex-municipio

I primi gruppi di abitazioni permanenti della zona di Pianceri risalgono al 1100. Il paese, dopo essere stato feudo di Vercelli e poi di Masserano, passò nel 1554 a Pietro Luca II Fieschi, signore di Crevacuore.
Pianceri ottenne la propria autonomia comunale grazie al distacco da Crevacuore avvenuto il 26 settembre 1736.
L'autonomia religiosa era però già stata ottenuta nel Seicento, quando il paese venne eretto a parrocchia a fronte della richiesta all'arcivescovo di Vercelli dai capifamiglia, i quali si impegnavano a versare la congrua al parroco e a dotare la parrocchia di un discreto patrimonio immobiliare.
Il comune contava nel 1846 una popolazione di 420 abitanti e sul suo territorio predominavano a quel tempo le attività agro-forestali ed in particolare l'allevamento dei bovini, che rappresentava una consistente fonte di reddito per la popolazione locale.
Al censimento del 1861 gli abitanti di diritto erano 494, quelli di fatto 459, dei quali 220 maschi e 239 femmine; la superficie del comune era di 469 ettari. I militi della Guardia nazionale contavano 77 unità; nel 1865 gli elettori di Pianceri erano 88 per quanto riguarda le elezioni amministrative e solo 5 per quelle politiche.
L'emigrazione sia in forma stagionale che in forma permanente fu a lungo intensa, specialmente verso la Francia. A seguito dell'industrializzazione della zona, ed in particolare della creazione de alcuni stabilimenti tessili, nei pressi della confluenza tra il Sessera e il Ponzone si sviluppò l'abitato di Pianceri Basso, contrapposto a Pianceri Alto che si trova sulla collina in sinistra idrografica del Sessera. Il comune di Pianceri fu assorbito in quello di Pray nel 1928.
Il codice ISTAT del comune soppresso era 002823, il codice catastale (valido fino al 1983) era G548

## Edifici di pregio

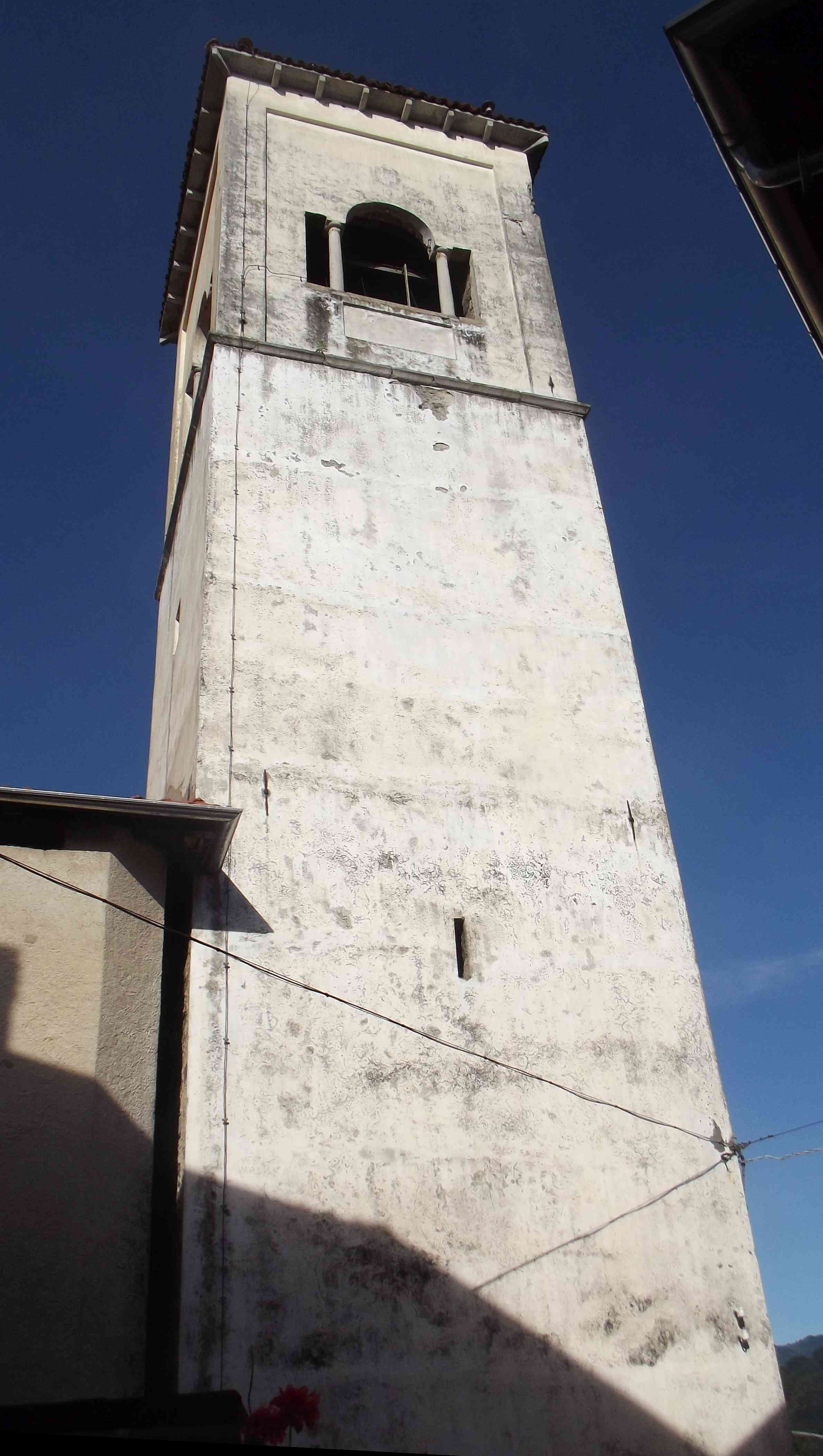
Il campanile della chiesa parrocchiale

- Oratorio del Guarnero: gravemente danneggiato da un incendio nel 1665 fu riparato in modo piuttosto sommario nei decenni successivi e completamente ricostruito a spese della popolazione locale tra il 1691 e il 1733. Dopo un nuovo periodo di abbandono fu sul punto di essere demolito nel 1985 ma ub comitato popolare promosse i restauri che lo salvarono dalla scomparsa. Al di sotto dell'edificio si trova una piccola cripta con affreschi che risalgono al primo Cinquecento.[5]
- Chiesa parrocchiale di San Grato: eretta a parrocchia il 27 aprile 1629 la chiesa fu edificata a partire dal 1620, ingrandita nel 1756 e completata nella forma attuale nel 1845. Di forme barocche, la prima fase della sua costruzione si deve a Antonio Gilardi di Campertogno.[4]

## Infrastrutture e trasporti
Fra il 1908 e il 1935 la località fu servita dalla stazione Pianceri-Mosso della Ferrovia Grignasco-Coggiola.